# Dad's Girls
Pour plus de détails, voir Fiche technique et Distribution.
Dad's Girls est un film muet américain réalisé par Otis Turner et sorti en 1911.

## Fiche technique
- Titre : Dad's Girls
- Réalisation : Otis Turner
- Scénario : Otis Turner
- Producteur : William Selig
- Société de production : Selig Polyscope Company
- Pays de production :  États-Unis
- Format : Noir et blanc — 35 mm — 1,33:1
- Durée : 1 bobine
- Genre : Court-métrage, Western
- Date de sortie : 
  - États-Unis : 12 septembre 1911

## Distribution
- Kathlyn Williams : Rose
- Olive Mix : Madge
- Frank Weed : Dad
- Charles Clary : Sam Gleason
- Tom Mix : Tom Ralston
- Stan Twist : Andy Thomas
- William Stowell : One Feather
- Louis Fierce : Dr. Beech